# アナTALK
『アナTALK』（アナトーク）は、日本テレビで2014年4月2日から2017年3月31日まで、火曜日から金曜日の0:54 - 0:59に放送されていた番宣バラエティ番組。
2015年4月4日からは土曜日の1:30 - 1:35にも放送されていた。
2017年3月31日（3月30日深夜）をもって放送終了。

## 概要
日本テレビアナウンサーの2人が週を通して1つのテーマに基づいたトークを行う。合間には当日のおすすめ番組をVTRで紹介する。
特別番組などの番宣番組が放送される場合は休止となる。

## 出演者
日本テレビアナウンサー2名（2週間ごとにペアが替わる）

## スタッフ
- 制作協力：AX-ON
- 製作著作：日本テレビ